# Sniježnica (montagne)
Pour les articles homonymes, voir Sniježnica.
Le Sniježnica est une montagne située au sud de la Croatie dans le nord de la région du Konavle.

## Toponymie
Le Sniježnica tire son origine dans le mot croate snijeg qui signifie « neige ». La montagne est en effet enneigée durant l'hiver et la couche blanche est visible de loin dans des régions où la neige est moins courante.

## Géographie
La montagne appartient à la chaîne des Alpes dinariques. Le sommet culmine à 1 234 m d'altitude. Il s'agit par ailleurs de la montagne croate de plus de 1 000 m la plus au sud du pays. Le pic principal est dénommé Sveti Ilija (« Saint Elias »), ou Ilijin vrh (« pic d'Elias »). Une petite chapelle dévouée à ce saint est placée à proximité du sommet.
La montagne est isolée au milieu de la région basse et fertile de Konavle. Cela contribue à son impression de grandeur. Du haut de la montagne, il est possible d'apercevoir les massifs du Prenj en Bosnie-Herzégovine et de l'Orjen au Monténégro. Il est également possible de voir la mer Adriatique et quelques-unes de ses îles. La montagne est par ailleurs visible de la ville proche de Dubrovnik.